# Langenstraße 63 (Stralsund)
Das Haus Langenstraße 63 in Stralsund war ein denkmalgeschütztes Bauwerk in der Langenstraße.

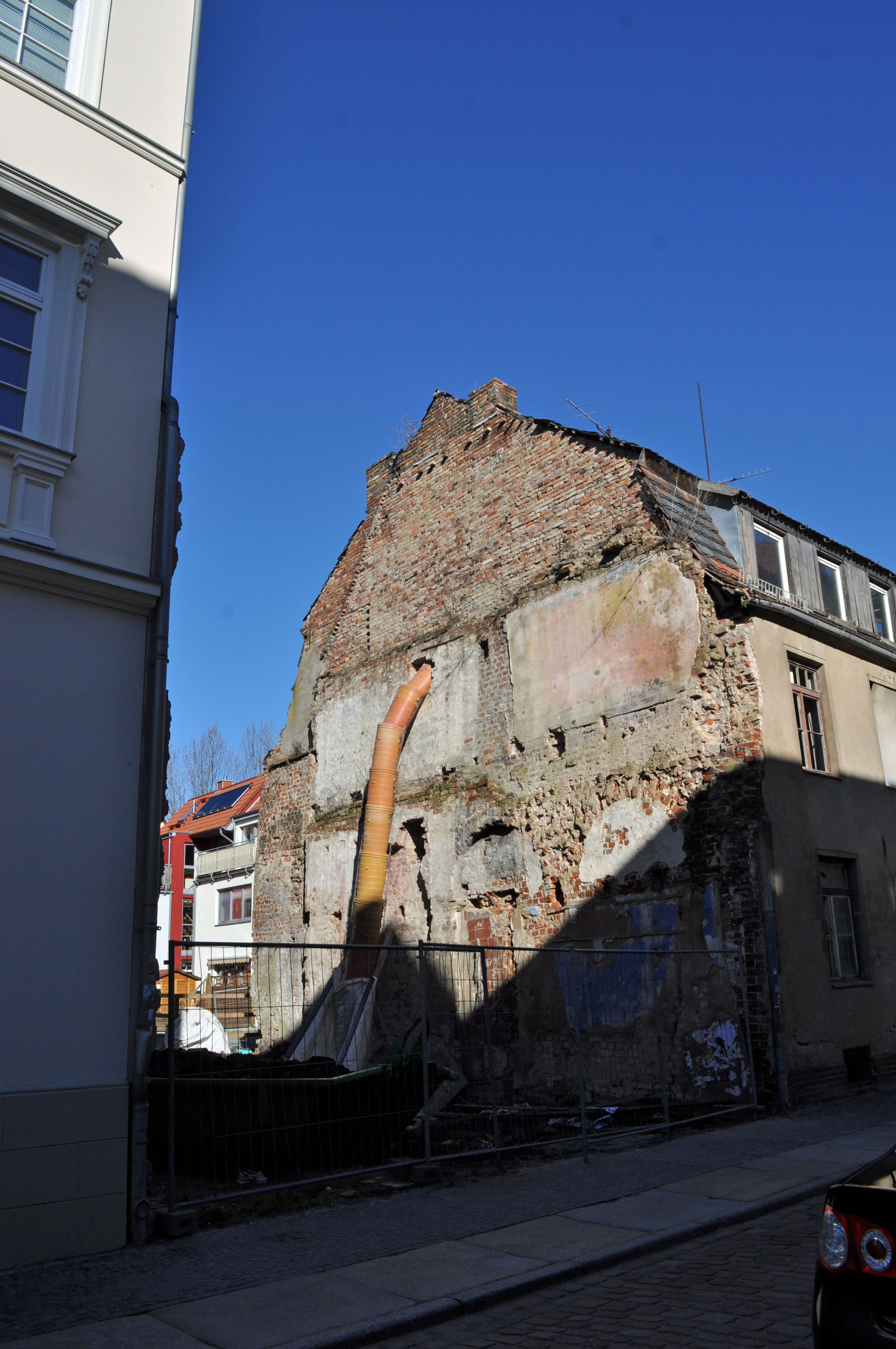
Zustand im Jahr 2012

Das Gebäude wurde als verputztes, dreigeschossiges und dreiachsiges Traufenhaus mit schlichter Fassade errichtet. Im Kern war es ein Fachwerkhaus vom Anfang des 18. Jahrhunderts. Im Inneren waren Ausstattungselemente von einem in der ersten Hälfte des 19. Jahrhunderts vorgenommenen Umbau erhalten. Im Erdgeschoss war im Jahr 1928 ein Laden eingebaut worden.
Das Gebäude wurde abgebrochen.
Bei Grabungen von Archäologen im verfüllten Keller im Jahr 2013 wurden Holzreste gefunden, die auf die Existenz eines traufenständigen Hauses im letzten Drittel des 13. Jahrhunderts hinweisen. Anstelle dieses Hauses wurde später ein 15 Meter tiefes, acht Meter breites Giebelhaus aus Backstein errichtet. Bei der Belagerung und Bombardierung Stralsunds im Oktober 1678 und der anschließenden Feuersbrunst brannte das Haus ab. Im Jahr 1687 wurde ein neues Haus errichtet; die schwedische Matrikel von 1706/07 weist Kakob Uhtstims als Besitzer aus. Die Matrikel verzeichnet eine Hausbrauerei und Mälzerei in dem Gebäude, dessen Keller aufgrund wiederholten Wassereinbruchs teilweise verfüllt wurde. Nach der Belagerung und Beschießung Stralsunds im Jahr 1715 wurde das Haus zerstört und an seiner Stelle um 1720 ein Traufenhaus errichtet, der Keller wurde dabei komplett verfüllt.
Das Haus im Kerngebiet des von der UNESCO als Weltkulturerbe anerkannten Stadtgebietes des Kulturgutes „Historische Altstädte Stralsund und Wismar“ war bis zum 10. Januar 2013 in die Liste der Baudenkmale in Stralsund eingetragen.